# 烏爾班代爾 (伊利諾伊州)
烏爾班代爾（英語：Urbandale）是位於美國伊利諾伊州亞歷山大縣的一個非建制地區。該地的面積和人口皆未知。

## 地理
烏爾班代爾的座標為37°03′10″N 89°11′09″W / 37.05278°N 89.18583°W，而該地的平均海拔高度為95米（即312英尺）。